# Sarcocornia pillansii
Sarcocornia pillansii är en amarantväxtart som först beskrevs av Charles Edward Moss, och fick sitt nu gällande namn av Andrew John Scott. Sarcocornia pillansii ingår i släktet Sarcocornia och familjen amarantväxter.

## Underarter
Arten delas in i följande underarter:
- S. p. dunensis
- S. p. pillansii